# Baratliya
Baratliya ou Baratlija (en macédonien Баратлија) est un village du nord-est de la Macédoine du Nord, situé dans la municipalité de Rankovtsé. Le village ne comptait aucun habitant en 2002.